# Франс Гомерс
Франсоа Гомерс (Антверпен, 5. април 1917 — 20. април 1996)  био је белгијски фудбалер. Био је одбрамбени играч за Бершот  са којим је два пута био првак Белгије 1938. и 1939. године.